# Dysidea fragilis
Dysidea fragilis är en svampdjursart som först beskrevs av Montagu 1818.  Dysidea fragilis ingår i släktet Dysidea och familjen Dysideidae. Arten är reproducerande i Sverige. Inga underarter finns listade i Catalogue of Life.

## Bildgalleri

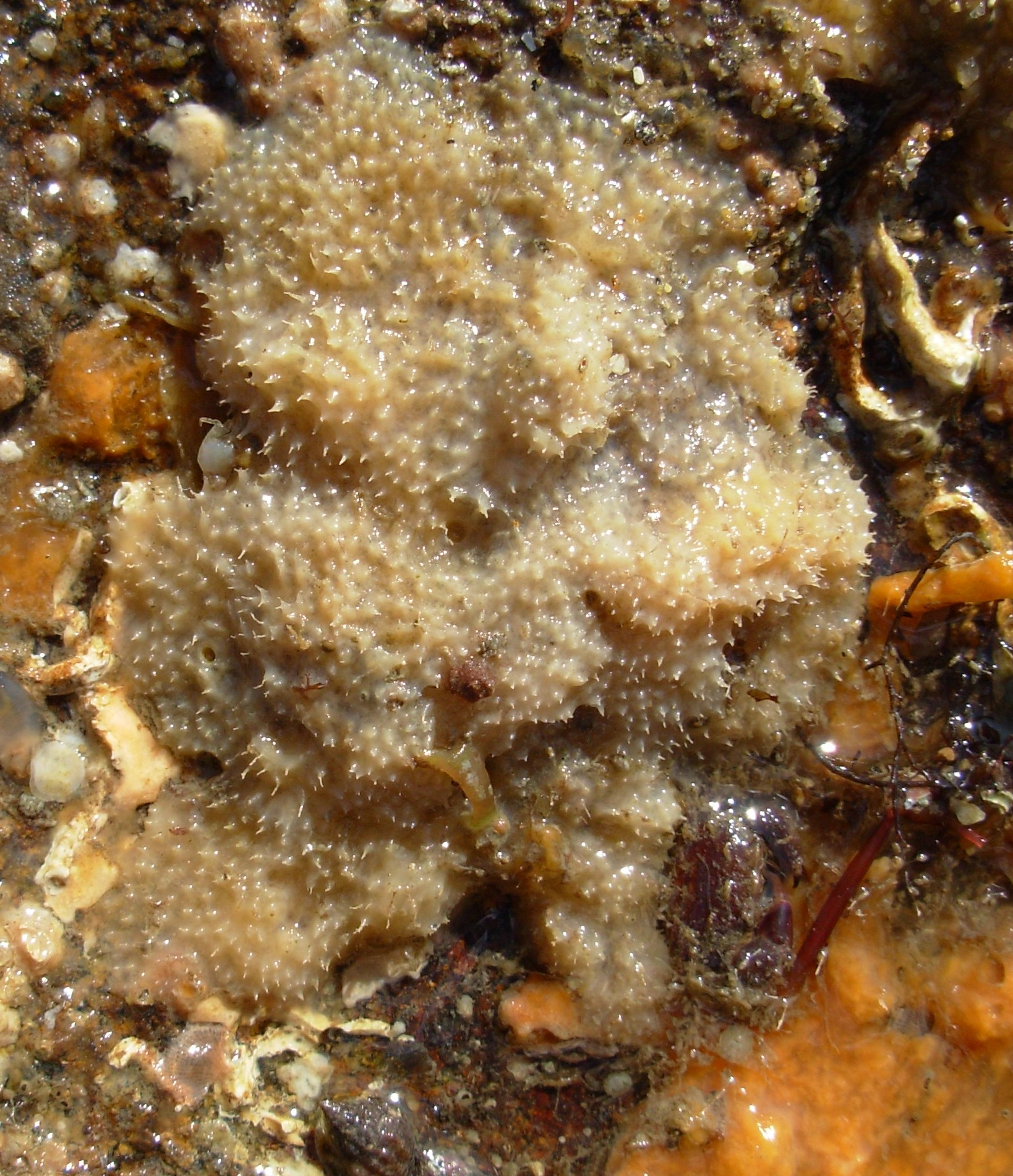